# Stadio Raul Guidobaldi
Stadio Raul Guidobaldi – wielofunkcyjny stadion sportowy w Rieti.
Na stadionie odbywają się głównie zawody lekkoatletyczne m.in. mityng cyklu IAAF World Challenge Meetings. Dotychczas na stadionie poprawiono osiem lekkoatletycznych rekordów świata (ostatnio w 2010 David Rudisha uzyskał tu czas 1:41,01 w biegu na 800 metrów). W 2013 roku odbędą się tutaj juniorskie lekkoatletyczne mistrzostwa Europy – w związku z tą imprezą obiekt zyskał nową (niebieską) bieżnię.